# Arroyo Solís Grande
Der Arroyo Solís Grande ist ein im Süden Uruguays gelegener Fluss.
Der linksseitige Nebenfluss des Río de la Plata entspringt in der Sierra de Minas auf einer Höhe von etwa 250 Metern über dem Meeresspiegel. Seine Quelle liegt dabei südwestlich von Barrio La Coronilla und Minas, beim Cerro del Puma und Cerro Blanco. Von dort verläuft er zunächst in westliche Richtung und wird dabei von mehreren kleinen Bächen gespeist, wie etwa dem del Potrero, dem de los Perros, dem Atahona und dem de Garrido. Nach knapp acht Kilometern ändert er seine Richtung nach Süden. Hier trifft linksseitig der Zufluss des de los Membrillos auf ihn. Ab etwa fünf Kilometer nordnordöstlich der Stadt Montes dient der Arroyo Solís Grande als Departamento-Grenze zwischen Lavalleja und Canelones. Er passiert auf seinem weiteren Weg sowohl diese Stadt als auch einige Kilometer weiter südlich Solís de Mataojo. Seine größeren rechtsseitigen Nebenflüsse sind der Arroyo del Sauce, Arroyo Sarandí, Arroyo del Sauce Solo, Arroyo Sauce de Solís, Arroyo Quebracho und Arroyo Tío Diego. Linksseitig sind der Arroyo de los Chanchos, Arroyo Malvín, Arroyo Curupí, Arroyo Navarro und Arroyo del Sarandí hervorzuheben.
In seinem Unterlauf bildet er die Grenze zwischen den Departamentos Canelones und Maldonado. An seiner Mündung in den Río de la Plata zwischen dem auf dem Gebiet des Departamento Canelones gelegenen Badeort Jaureguiberry und Solís, dem Departamento Maldonado zugehörig, bildet er eine Sandbank.
Die Größe seines von industrieller Tätigkeit nahezu unberührten Einzugsgebiets beträgt rund 1400 km².

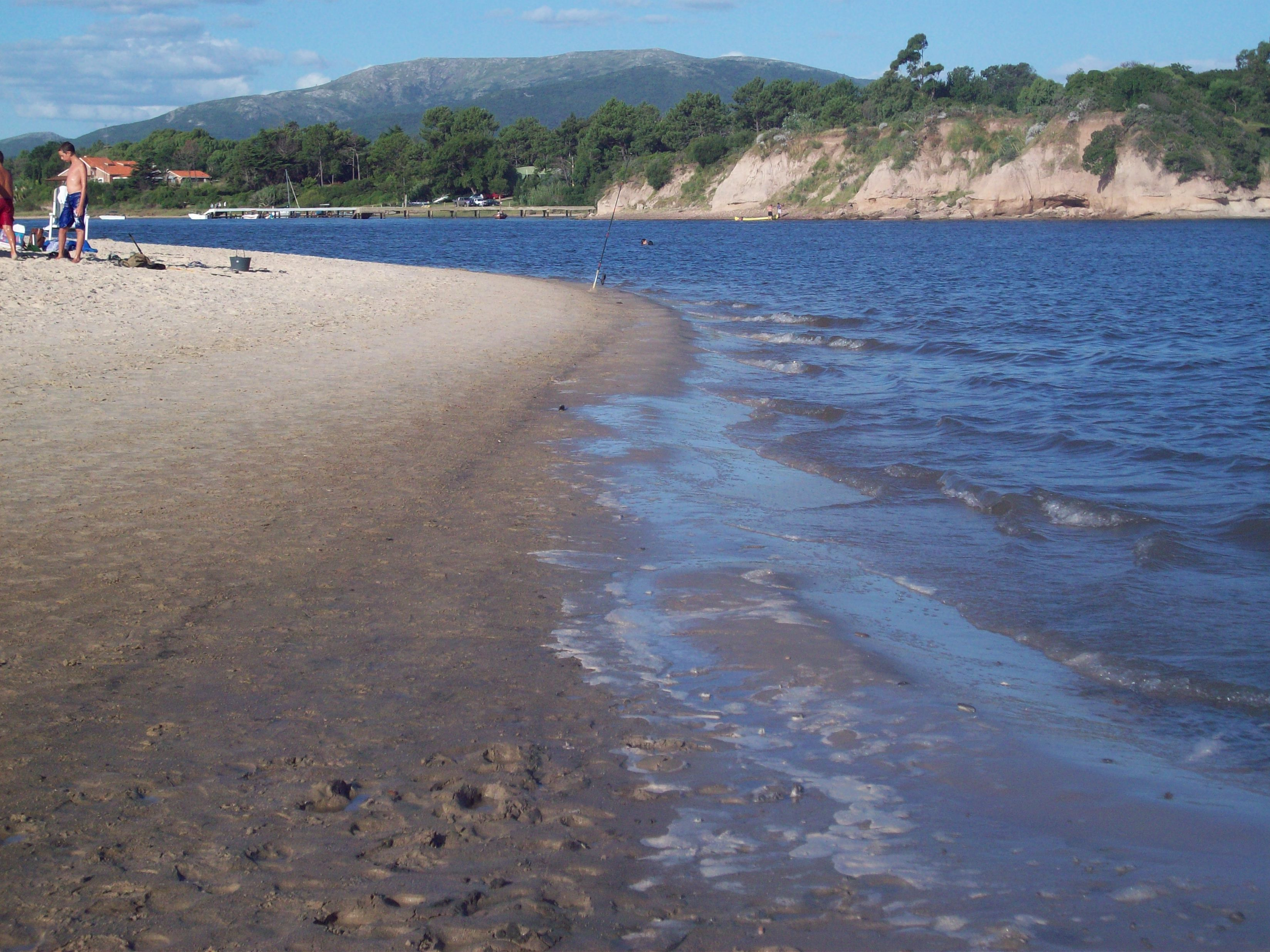
Arroyo Solís Grande